# Тејлор Фриц
Тејлор Хари Фриц (енгл. Taylor Harry Fritz; 28. октобар 1997, Ранчо Санта Фе, САД) је амерички тенисер. Најбољи пласман на АТП листи у појединачној конкуренцији остварио је 27. фебруара 2023. када је заузимао пето место.
Прву титулу у каријери освојио 2019. у Истборну. Исте године остварио је пет победа на топ 10 играчима међу којима се издваја она против Доминика Тима у Лејвер купу. До друге титуле дошао је у Индијан Велсу 2022. пошто је у финалу савладао Рафаела Надала, прекинувши његов низ од двадесет узастопних победа. Трећу АТП титулу, а другу у Истборну, освојио је већ у јуну победом над Максимом Кресијем у финалном мечу. Четврта титула, на турниру серије 500 у Токију, му је омогућила улазак у топ 10 тенисера света. Током 2023. освојио је две титуле на тврдој подлози у америчким градовима – Делреј Бичу и Атланти.
На турниру у Мемфису 2016, са 18 година и 3 месеца, Фриц је постао најмлађи Американац у АТП финалу још од Мајкла Ченга, који је као 17-годишњак освојио Ролан Гарос 1989.
На гренд слем турнирима најдаље је стигао до финала, на Ју−Ес опену 2024. На Отвореном првенству Аустралије 2021. одиграо је меч у пет сетова против Новака Ђоковића.
Завршио је јуниорску каријеру 2015. као број један, након освајања Отвореног првенства САД, а исте године играо је и у финалу Ролан Гароса. Као јуниор побеђивао је неке од будућих топ 10 играча – Рубљова, Шаповалова и Циципаса.

## Гренд слем финала

### Појединачно: 1 (0:1)
| Исход  | Бр. | Година | Турнир                 | Подлога | Противник   | Резултат      |
| ------ | --- | ------ | ---------------------- | ------- | ----------- | ------------- |
| Финале | 1.  | 2024.  | Отворено првенство САД | Тврда   | Јаник Синер | 3:6, 4:6, 5:7 |

## Финала АТП мастерс 1000 серије

### Појединачно: 1 (1:0)
| Исход    | Бр. | Година | Турнир       | Подлога | Противник    | Резултат      |
| -------- | --- | ------ | ------------ | ------- | ------------ | ------------- |
| Победник | 1.  | 2022.  | Индијан Велс | Тврда   | Рафаел Надал | 6:3, 7:6(7:5) |

## АТП финала

### Појединачно: 11 (6:5)
| Легенда                        |
| ------------------------------ |
| Гренд слем турнири (0:0)       |
| Завршно првенство сезоне (0:0) |
| АТП мастерс 1000 (1:0)         |
| АТП 500 (1:1)                  |
| АТП 250 (4:4)                  |

| Финала по подлози |
| ----------------- |
| Тврда (4:5)       |
| Шљака (0:0)       |
| Трава (2:0)       |

| Финала по локацији |
| ------------------ |
| Отворено (6:3)     |
| Дворана (0:2)      |

| Исход     | Бр. | Датум             | Турнир                    | Подлога   | Противник         | Резултат                |
| --------- | --- | ----------------- | ------------------------- | --------- | ----------------- | ----------------------- |
| Финалиста | 1.  | 14. фебруар 2016. | Мемфис, САД               | Тврда (д) | Кеј Нишикори      | 4:6, 4:6                |
| Победник  | 1.  | 29. јун 2019.     | Истборн, В. Британија     | Трава     | Сем Квери         | 6:3, 6:4                |
| Финалиста | 2.  | 28. јул 2019.     | Атланта, САД              | Тврда     | Алекс де Минор    | 3:6, 6:7(2:7)           |
| Финалиста | 3.  | 4. август 2019.   | Лос Кабос, Мексико        | Тврда     | Дијего Шварцман   | 6:7(6:8), 3:6           |
| Финалиста | 4.  | 1. март 2020.     | Акапулко, Мексико         | Тврда     | Рафаел Надал      | 3:6, 2:6                |
| Финалиста | 5.  | 31. октобар 2021. | Санкт Петербург, Русија   | Тврда (д) | Марин Чилић       | 6:7(3:7), 6:4, 4:6      |
| Победник  | 2.  | 20. март 2022.    | Индијан Велс, САД         | Тврда     | Рафаел Надал      | 6:3, 7:6(7:5)           |
| Победник  | 3.  | 25. јун 2022.     | Истборн, В. Британија (2) | Трава     | Максим Креси      | 6:2, 6:7(4:7), 7:6(7:4) |
| Победник  | 4.  | 9. октобар 2022.  | Токио, Јапан              | Тврда     | Франсис Тијафо    | 7:6(7:3), 7:6(7:2)      |
| Победник  | 5.  | 19. фебруар 2023. | Делреј Бич, САД           | Тврда     | Миомир Кецмановић | 6:0, 5:7, 6:2           |
| Победник  | 6.  | 30. јул 2023.     | Атланта, САД              | Тврда     | Александар Вукић  | 7:5, 6:7(5:7), 6:4      |

### Парови: 3 (0:3)
| Легенда                        |
| ------------------------------ |
| Гренд слем турнири (0:0)       |
| Завршно првенство сезоне (0:0) |
| АТП мастерс 1000 (0:0)         |
| АТП 500 (0:2)                  |
| АТП 250 (0:1)                  |

| Финала по подлози |
| ----------------- |
| Тврда (0:2)       |
| Шљака (0:0)       |
| Трава (0:1)       |

| Финала по локацији |
| ------------------ |
| Отворено (0:2)     |
| Дворана (0:1)      |

| Исход     | Бр. | Датум             | Турнир               | Подлога   | Партнер          | Противници                        | Резултат              |
| --------- | --- | ----------------- | -------------------- | --------- | ---------------- | --------------------------------- | --------------------- |
| Финалиста | 1.  | 5. август 2018.   | Лос Кабос, Мексико   | Тврда     | Танаси Кокинакис | Марсело Аревало Мигел Анхел Рејес | 4:6, 4:6              |
| Финалиста | 2.  | 27. октобар 2019. | Базел, Швајцарска    | Тврда (д) | Рајли Опелка     | Жан-Жилијен Ројер Орија Текау     | 5:7, 3:6              |
| Финалиста | 3.  | 25. јун 2023.     | Лондон, В. Британија | Трава     | Јиржи Лехечка    | Иван Додиг Остин Крајичек         | 4:6, 7:6(7:5), [3:10] |